# کاروانسرای چشمه دو برار
کاروانسرای چشمه دو برار مربوط به دوره صفوی است و در شهرستان شمیرانات، بخش لواسانات، روستای لواسان بزرگ واقع شده و این اثر در تاریخ ۱ مهر ۱۳۸۲ با شمارهٔ ثبت ۱۰۳۵۷ به‌عنوان یکی از آثار ملی ایران به ثبت رسیده است.